# Give Me Convenience or Give Me Death
Give Me Convenience or Give Me Death è un album raccolta di brani del gruppo musicale hardcore punk statunitense Dead Kennedys, pubblicato nel 1987.

## Tracce
1. Police Truck
2. Too Drunk to Fuck
3. California Über Alles
4. The Man with the Dogs
5. Insight
6. Life Sentence
7. A Child and His Lawnmower
8. Holiday in Cambodia
9. I Fought the Law (Sonny Curtis, nuovo testo: Biafra)
10. Saturday Night Holocaust
11. Pull My Strings
12. Short Songs
13. Straight A's
14. Kinky Sex Makes the World Go Round
15. The Prey
16. Night of the Living Rednecks
17. Buzzbomb From Pasadena

## Formazione
- Jello Biafra - voce
- East Bay Ray - chitarra
- Klaus Flouride - basso
- D.H. Peligro - batteria